# Bossendorf
Bossendorf (en alsacià Bossedorf) és un municipi francès, situat a la regió del Gran Est, al departament del Baix Rin. L'any 1999 tenia 279 habitants.
Forma part del cantó de Bouxwiller, del districte de Saverne i de la Comunitat de comunes del Pays de la Zorn.

## Demografia
| 1962 | 1968 | 1975 | 1982 | 1990 | 1999 |
| ---- | ---- | ---- | ---- | ---- | ---- |
| 210  | 213  | 234  | 258  | 258  | 279  |

## Administració
| Període | Identitat      | Partit |
| ------- | -------------- | ------ |
| 2003-   | Eric Schaeffer |        |